# Proud to Be Loud
Proud To Be Loud è un album solista di Jim Gillette, uscito nel 1987 per l'Etichetta discografica Mercury Records.

## Tracce
1. When The clock strikes 12
2. Head On
3. Angel In White
4. Flash Of Lightning
5. Proud To Be Loud
6. Never Say Never
7. Nitro (Guitar Solo)
8. Red Hot Rocket Ride
9. Make Me Crazy
10. Show Down
11. Mirror-Mirror

### Tracce aggiunta nella versione rimasterizzata 2003
- 12. "Nitro - Bitch On My Back"
- 13. "Organ Donor - Organ Donor"
- 14. "D. Marks & J. Gillette - Out Of Time"
- 15. "Organ Donor - Six Feet Deep"
- 16. "Slut - Dr. Monster"

## Formazione
- Jim Gillette - voce
- Michael Angelo Batio - chitarra
- T.J. Racer - basso
- Vinne Saint James - batteria
- Kevin Jachetta - tastiere